# Escuelas Públicas de Dalton
Las Escuelas Públicas de Dalton (Dalton Public Schools, DPS) es un distrito escolar de Georgia, Estados Unidos. Tiene su sede en Dalton. El consejo escolar tiene un presidente, un vicepresidente, un tesorero, y dos miembros.

## Escuelas
Secundarias:
- Dalton High School
- Dalton Middle School

Secundarias alternativas:
- Morris Innovative High School at Fort Hill Campus

Primarias:
- Blue Ridge School
- Brookwood School
- City Park School
- Park Creek School
- Roan School
- Westwood School